# Amphidrina rubripuncta
Amphidrina rubripuncta är en fjärilsart som beskrevs av Turner 1933. Amphidrina rubripuncta ingår i släktet Amphidrina och familjen nattflyn. Inga underarter finns listade i Catalogue of Life.